# Психоделический рок
Психоделический рок (англ. psychedelic rock) — музыкальный жанр, возникший в середине 1960-х годов в Западной Европе и Калифорнии (Сан-Франциско и Лос-Анджелесе).
Психоделический рок связан с понятиями «психоделия» и «психоделики» (галлюциногены). Также он имеет тесные взаимосвязи с субкультурой хиппи и индийской (восточной) философией.
Психоделический рок — в целом экспериментальная музыка, основанная на англо-американской музыкальной культуре под сильным влиянием восточного мистицизма, традиционной и духовной индийской музыки. Одной из первых групп, в целом сформировавших направление, стали The Charlatans, которые появились ещё в 1964 году. Важной фигурой психоделического рока также является британская группа The Beatles: именно увлечение гитариста группы Джорджа Харрисона индийской философией и древними индийскими учениями привело его и всю группу к увлечению индийской трансцендентальной музыкой (известно, что Джордж Харрисон даже выучился играть на индийском ситаре). Эксперименты The Beatles (начиная с записи «Tomorrow Never Knows») вызвали волну интереса к подобным экспериментам в передовой рок-культуре 1960-х, появилось множество аналогичных групп в Европе и Америке.
Изначально психоделический рок не был связан с употреблением психоделиков — целью музыкантов являлась передача состояния трансцендентального сознания путём музыкальных образов, а не реклама ЛСД. Однако журналисты извратили суть психоделии — творчество The Beatles неоднократно подвергалось различным исследованиям «психоаналитиков», интерпретациям «жёлтых газетчиков», поискам «скрытого смысла» — в итоге во многих психоделических композициях Битлз были «обнаружены» намёки на ЛСД: например, в такой композиции, как «Lucy in the Sky with Diamonds» критики углядели в заглавных буквах названия песни (LSD) и тексте некую пропаганду наркотика.
В дальнейшем музыканты психоделического рока неоднократно сообщали прессе, что их творчество не несёт в себе рекламы ЛСД, а является формой достижения трансцендентального сознания путём музыкального воздействия.
В статье «Психоделия: новое модное словечко и что оно означает», появившейся в октябре 1966 года в газете Melody Maker, гитарист группы Hollies Грэм Нэш, посещавший ранее психоделические сессии в США, писал: «Они стараются воссоздать ЛСД-сессию без использования наркотиков… это попытка раскрыть сознание до предела. Они пытаются добиться того же самого, но посредством сочетания музыки и световых эффектов».
Характерной чертой психоделического рока стали продолжительные сольные партии ведущих инструментов, различные акустические эффекты, нестандартные гармонии, вызывающие состояния иррациональной реальности, отрешённости у слушателя. Живые выступления групп в этом жанре обычно сопровождаются ярким визуальным шоу с использованием света, дыма, видеоинсталляций и других эффектов.

## Эйсид-рок
Эйсид-рок — подвид психоделического рока (в некоторых случаях — эквивалентное понятие), для которого характерны длинные инструментальные соло и музыкальные импровизации, малое использование вокала (часто композиции бывают инструментальными). Среди пионеров направления — Grateful Dead, Blue Cheer и Vanilla Fudge.

## Неопсиходелия
Термин «неопсиходелия» употребляется по отношению к творчеству музыкантов постпсиходелической эры, пользовавшихся в своем творчестве наработками классиков психоделического рока. Считается, что начало возрождению психоделик-рока положили такие постпанк-коллективы, как Echo and the Bunnymen и The Teardrop Explodes; во многом вдохновлялись саундом психоделических групп 60-х представители т. н. «андеграунда Пейсли», позже «осовремененное» психоделическое звучание легло в основу дрим-попового и мэдчестер-саунда.

## Величайшие альбомы психоделического рока
Журнал Classic Rock выделил 16 лучших альбомов психоделического рока в своей статье за авторством Роба Хьюза и Малкольма Доума:
- Grateful Dead — Anthem Of The Sun (1968)
- The Zombies — Odessey And Oracle (1968)
- Aphrodite’s Child — 666 (1972)
- The Flaming Lips — The Soft Bulletin[англ.] (1999)
- The United States of America[англ.] — The United States of America[англ.] (1968)
- Hawkwind — Hall Of The Mountain Grill (1974)
- The Jimi Hendrix Experience — Axis: Bold As Love (1967)
- 13th Floor Elevators — The Psychedelic Sounds of the 13th Floor Elevators[англ.] (1966)
- Love — Forever Changes (1967)
- Pink Floyd — The Piper At The Gates Of Dawn (1967)
- Spirit — Twelve Dreams Of Dr. Sardonicus[англ.] (1970)
- The Golden Dawn[англ.] — Power Plant (1968)
- Skip Spence — Oar[англ.] (1969)
- The Moody Blues — In Search Of The Lost Chord (1968)
- The Pretty Things — S.F. Sorrow (1968)
- Felt — Felt (1971)